# نورآباد (جکیگور)
نورآباد روستایی در دهستان جکیگور بخش مرکزی شهرستان راسک استان سیستان و بلوچستان ایران است.

## جمعیت
بر پایه سرشماری عمومی نفوس و مسکن در سال ۱۳۹۵ این روستا بدون جمعیت بوده‌است.